# Dolmen de Ses Roques Llises
Le dolmen de Ses Roques Llises, appelé aussi tombeau mégalithique de Ses Roques Llises, est un dolmen situé dans le sud de la commune d'Alaior, à proximité du village talayotique de Torre d'en Galmés, sur l'île de Minorque, dans l'archipel des Îles Baléares, en Espagne.

## Description
Le dolmen a été édifié entre 1880 et 1520 av. J.-C., au début de l'Âge du bronze. L'accès à l'intérieur de la chambre s’effectuait par une dalle perforée en hublot. La chambre était recouverte de quatre dalles dont trois sont désormais visibles à l'intérieur de la chambre. À l'origine, l'ensemble du dolmen était recouvert d'un tumulus, délimité par un petit mur circulaire dont on peut encore voir un vestige côté droit de l'édifice.
Le dolmen fait l’objet d’un classement en Espagne en tant que bien d'intérêt culturel depuis le 10 septembre 1966. En 2013, l'Espagne a proposé l'inscription du site au titre de la « culture talayotique de Minorque » sur la liste indicative de l'UNESCO, préalable à une possible inscription au patrimoine mondial.

## Matériel archéologique
Le dolmen a été fouillé en 1974 sous la direction de Guillem Rosselló Bordoy et de Lluís Plantalamor Massanet. Les ossements humains recueillis à l'intérieur de la chambre étaient très dégradés et n'ont apporté pratiquement aucune information. Le mobilier funéraire découvert se limite à deux fragments d'un brassard d'archer, une pointe de flèche en cuivre ou en bronze, un poignard ou un couteau, un bouton en os de forme pyramidale et plusieurs fragments de poterie.